# Apatzingán (kommun)
Apatzingán är en kommun i Mexiko.   Den ligger i delstaten Michoacán de Ocampo, i den södra delen av landet, 300 km väster om huvudstaden Mexico City.
Följande samhällen finns i Apatzingán:
- Apatzingán
- San Juan De Los Platanos
- Loma de los Hoyos
- San Antonio la Labor
- Fraccionamiento Girasoles
- Puerta de Alambre
- La Cofradía
- Ejido José María Morelos
- El Paraíso
- San José de Chila
- Las Tinajas
- San Fernando
- Las Bateas
- Mata de Plátano
- Los Puertecitos
- Fraccionamiento José Tafolla Caballero
- Palo Alto
- Cueramato
- Rancho Seco
- La Cuchara